# Oyama, Tochigi

Oyama (小山市 Oyama-shi?) este un municipiu din Japonia, prefectura Tochigi.